# 孟休镇区
孟休镇区是缅甸掸邦孟休县下辖的一个镇区，治所位于孟休。